# Shiodome City Center
Das Shiodome City Center (jap. 汐留シティセンター, Shiodome Shiti Sentā) ist ein Wolkenkratzer im Stadtteil Shiodome (ugs./ehemalig, formal heute Higashi-Shimbashi) des Bezirks Minato, Tokio. Betreiber ist das Unternehmen Mitsui Fudōsan.

## Geschichte
Im Jahr 2002 kündigte die japanische Fluggesellschaft All Nippon Airways (ANA) an, den Hauptsitz vom Flughafen Tokio-Haneda zum im Bau befindlichen Wolkenkratzer Shiodome City Center zu verlegen. Das Gebäude wurde 2003 eröffnet. Kurz darauf folgten auch die zugehörigen Tochtergesellschaften Air Japan und Air Nippon in das Hochhaus. Heute befindet sich die gesamte Airline mitsamt der Muttergesellschaft ANA Holdings im Hochhaus.
Zudem unterhalten die Konzerne Fujitsu (Technologie-Branche) und Mitsui Chemicals (Chemie-Branche) hier ihren Hauptsitz.
Der Wolkenkratzer liegt unweit der Bahnhöfe Shimbashi und Shiodome.

## Einkaufszentrum
In den unteren Etagen des Gebäudes befindet sich ein Einkaufszentrum. Folgende Unternehmen betreiben dort eine Filiale:
- Aigan (Augenoptik)[4]
- ampm (Convenience Shop)[4]
- Godiva Chocolatier (Schokoladenhersteller)[4]
- Libro (Buchhandel)[4]
- Porsche (Autohandel)[4]
- Subway (Schnellrestaurant)[4]
- Tomod's (Tochter der Sumitomo Group, Kosmetikhandel)[4]

## Impressionen

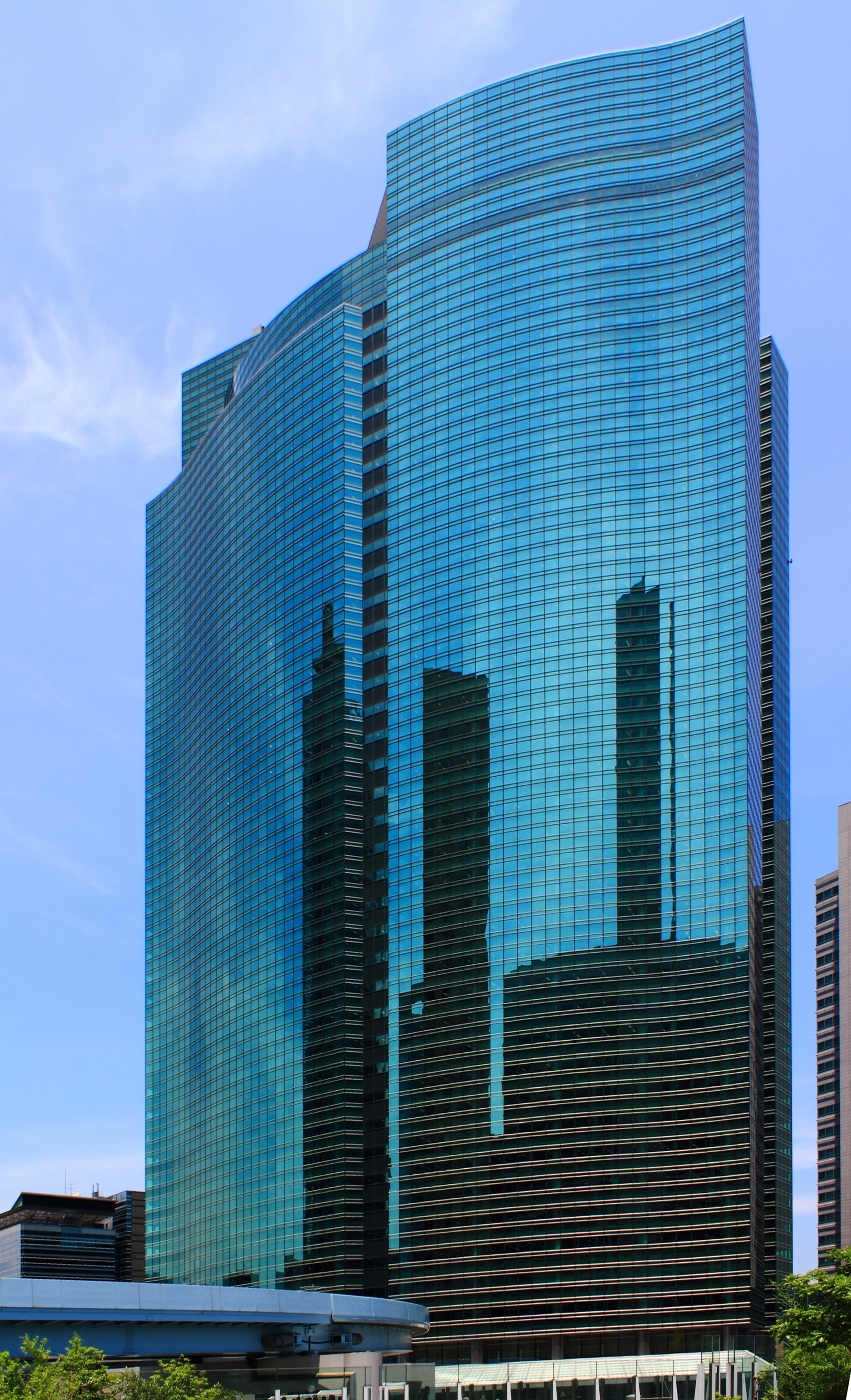
Das Gebäude im Jahr 2012
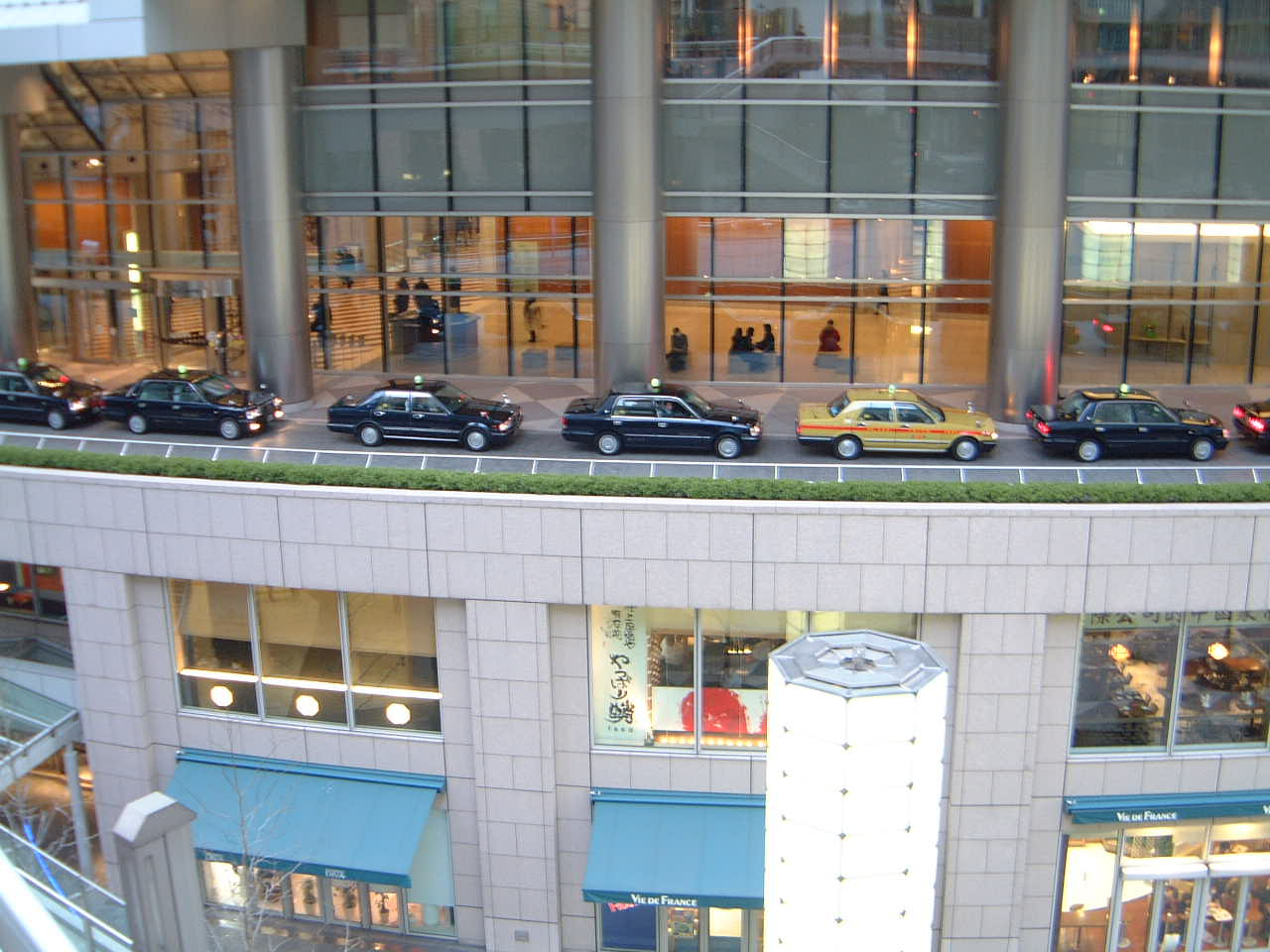
Außenbereich
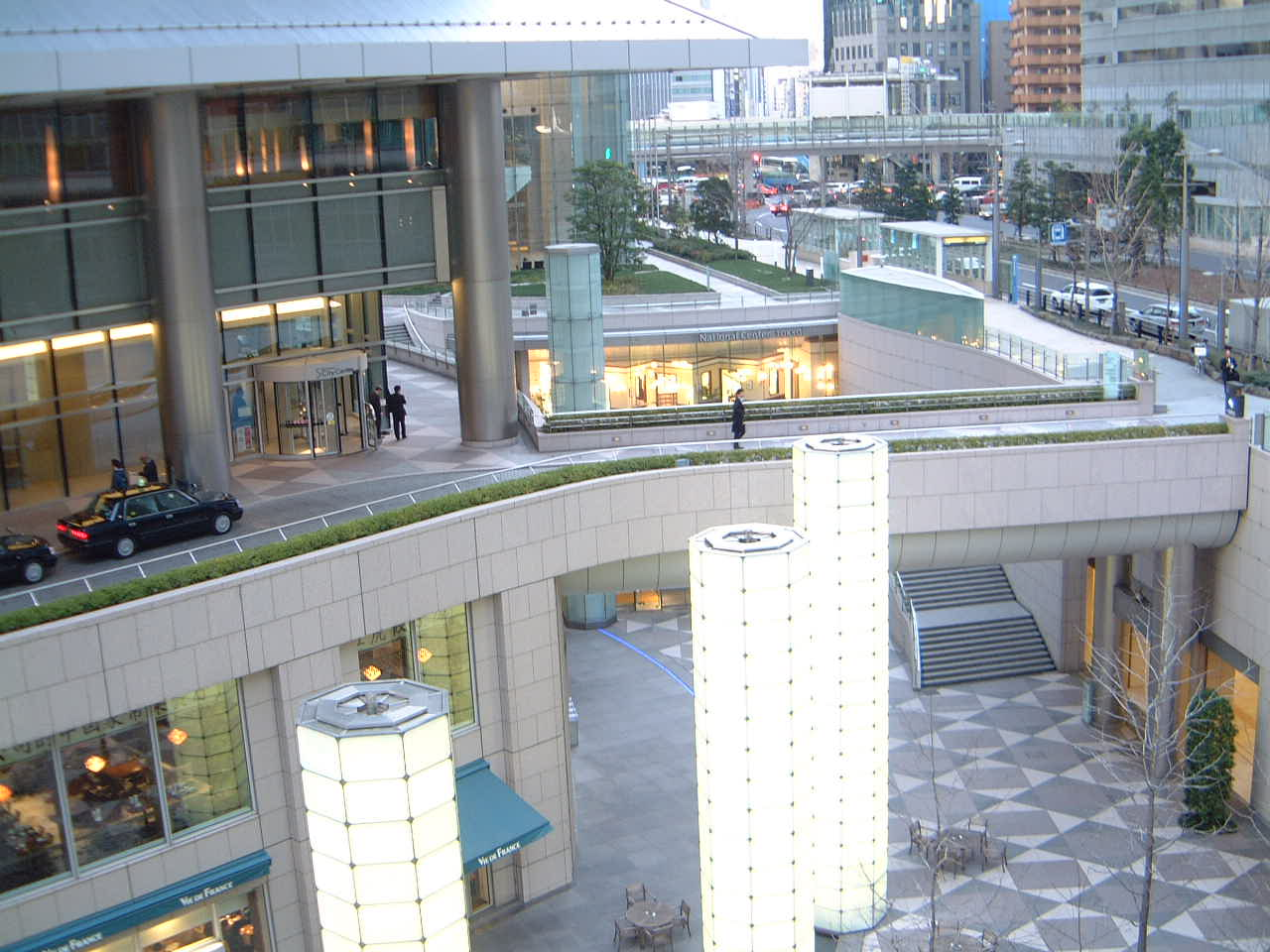
Zugang zur Straße
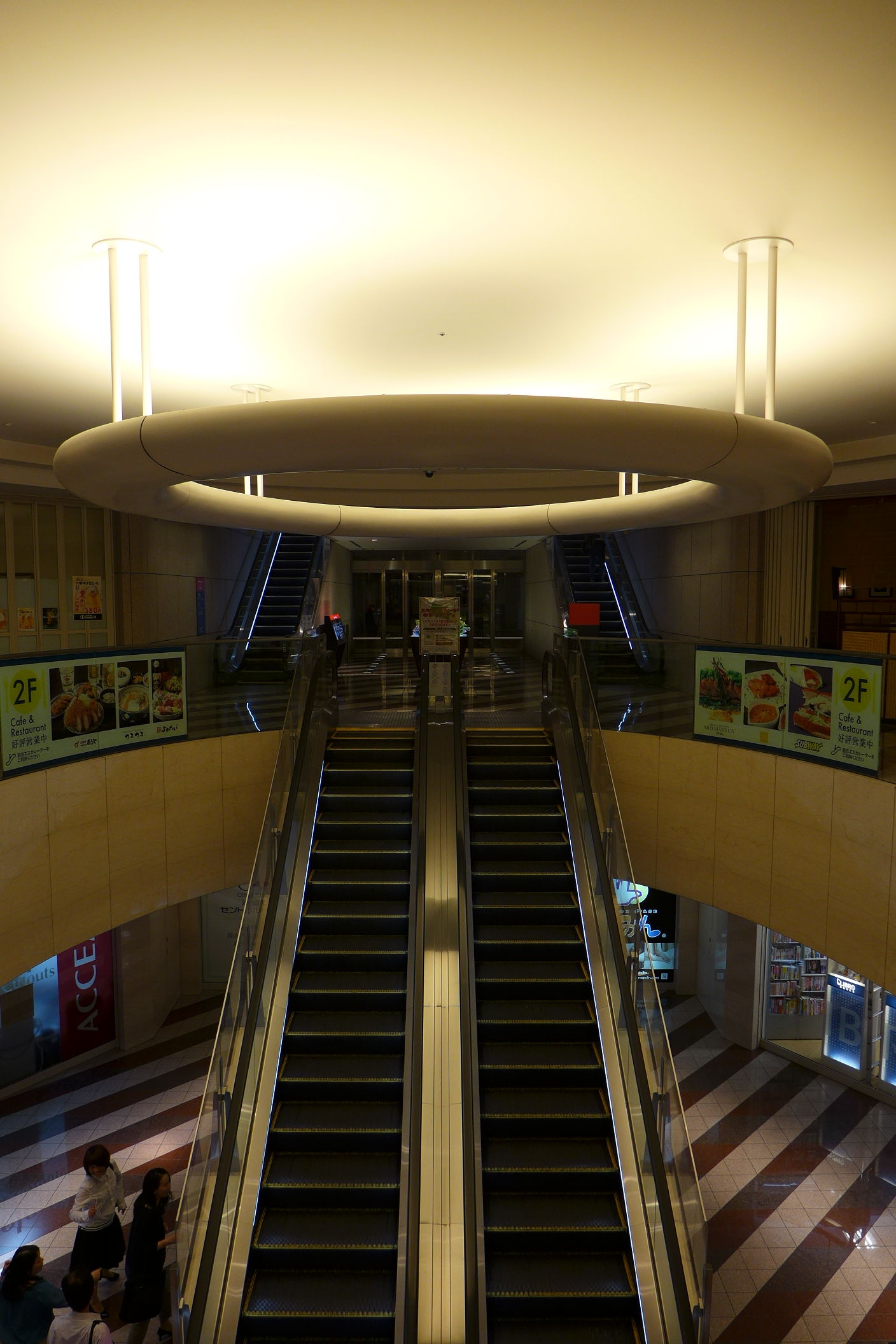
Einkaufszentrum
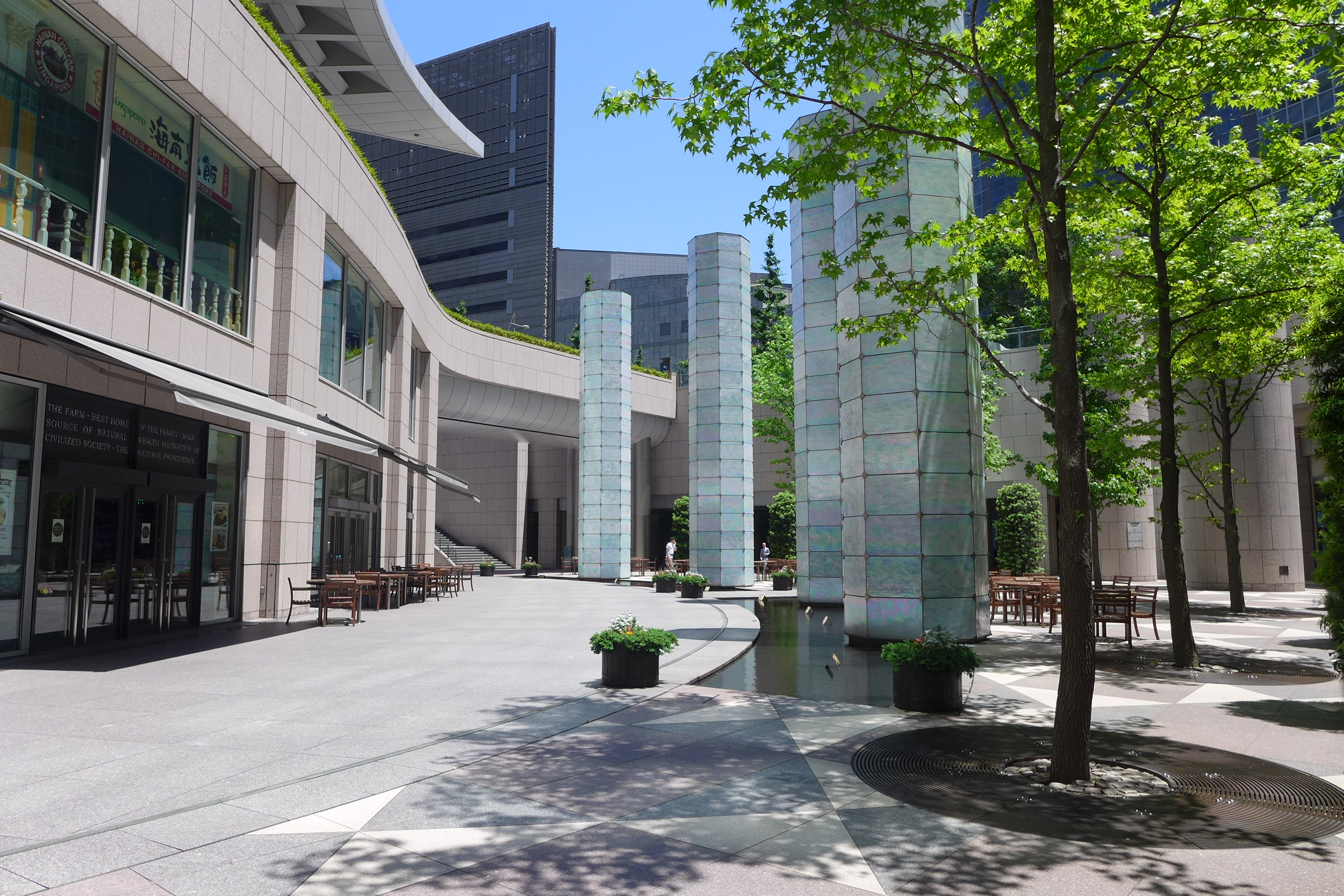
Einkaufspassage